# 알제리의 마천루 목록
알제리의 마천루 목록이다.

## 가장 높은 건물
| 순위 | 이름                         | 높이 m (ft)         | 층수 | 완공일 | 도시     | 참고사항                  |
| ---- | ---------------------------- | ------------------- | ---- | ------ | -------- | ------------------------- |
| 1    | 자마 엘 자자                 | 270 미터 (890 피트) |      | 2019년 | 알제     | 세계에서 가장 높은 모스크 |
| 2    | 레지던스 오란 타워           | 113 미터 (371 피트) | 29   | 2018년 | 오란     |                           |
| 3=   | 바이아 센터 타워 A           | 111 미터 (364 피트) | 31   | 2009년 | 오란     |                           |
| 3=   | 바이아 센터 타워 D           | 111 미터 (364 피트) | 31   | 2011년 | 오란     |                           |
| 3=   | 바이아 센터 타워 C           | 111 미터 (364 피트) | 31   | 2012년 | 오란     |                           |
| 3=   | 바이아 센터 타워 B           | 111 미터 (364 피트) | 31   | 2014년 | 오란     |                           |
| 7    | 에미 르 압델 카데르 모스크   | 107 미터 (351 피트) |      | 1994   | 콩스탕틴 |                           |
| 8    | 홀리데이 인 알제-체라가 타워 | 105 미터 (344 피트) | 25   | 2018년 | 알제     |                           |
| 9    | 체리 프 타워 I               | 105 미터 (344 피트) | 28   | 2019년 | 오란     |                           |
| 10   | 체리 프 타워 II              | 90 미터 (300 피트)  | 24   | 2019년 | 오란     |                           |

## 같이 보기
- 아프리카의 마천루 목록